# أروجقلي (مهر أباد)
أروجقلي (بالفارسية: اروژقلی) هي مستوطنة تقع في إيران في Mehrabad Rural District. يقدر عدد سكانها بـ 11 نسمة .